# Urim
Urim (hebrejsky אוּרִים, doslova „Světla“, v oficiálním přepisu do angličtiny Urim) je vesnice typu kibuc v Izraeli, v Jižním distriktu, v Oblastní radě Eškol.

## Geografie
Leží v nadmořské výšce 96 metrů na severozápadním okraji pouště Negev; v oblasti která byla od 2. poloviny 20. století intenzivně zúrodňována a zavlažována a ztratila charakter pouštní krajiny. Jde o zemědělsky obdělávaný pás přiléhající k pásmu Gazy a navazující na pobřežní nížinu. Podél západního okraje kibucu protéká vádí Nachal Besor, na kterém tu je Národní park Eškol.
Obec se nachází 22 kilometrů od břehu Středozemního moře, cca 88 kilometrů jihojihozápadně od centra Tel Avivu, cca 86 kilometrů jihozápadně od historického jádra Jeruzalému a 25 kilometrů západně od města Beerševa. Urim obývají Židé, přičemž osídlení v tomto regionu je etnicky převážně židovské.
Urim je na dopravní síť napojen pomocí lokální silnice 234, která se tu kříží s lokální silnicí 241.

## Dějiny
Urim byl založen v roce 1946. Vznikl v říjnu 1946 v rámci masivní osidlovací operace 11 bodů v Negevu, kdy bylo během jediného dne zřízeno v jižní části tehdejší mandátní Palestiny jedenáct nových židovských osad. Zakladateli této byli Židé převážně z Bulharska napojení na organizaci Gordonia, kteří před založením této osady procházeli výcvikem v Ra'ananě. Během války za nezávislost v roce 1948 se kibuc, do té doby situovaný do blízkosti nynější vesnice Gvulot, přesunul do současné polohy.
Koncem 40. let měl kibuc 30 obyvatel a rozlohu katastrálního území 4 000 dunamů (4 kilometry čtvereční). Místní ekonomika je založena na zemědělství (pěstování obilovin, luštěnin, brambor, podzemnice olejné, zeleniny, citrusů, produkce mléka, chov drůbeže) a průmyslu (firma Noam Urim Enterprises na výplňové hmoty do peřin a stavební izolace). V obci funguje zařízení předškolní péče o děti. Dále je tu k dispozici zdravotní středisko, plavecký bazén, sportovní areály a obchod se smíšeným zbožím.

## Demografie
Obyvatelstvo kibucu je sekulární. Podle údajů z roku 2014 tvořili naprostou většinu obyvatel v Urim Židé (včetně statistické kategorie "ostatní", která zahrnuje nearabské obyvatele židovského původu ale bez formální příslušnosti k židovskému náboženství).
Jde o menší obec vesnického typu s dlouhodobě kolísající populací. K 31. prosinci 2014 zde žilo 482 lidí. Během roku 2014 populace klesla o 1,4 %.
| Rok            | 1948 | 1961 | 1972 | 1983 | 1995 | 2001 | 2003 | 2004 | 2005 | 2006 | 2007 | 2008 | 2009 | 2010 | 2011 | 2012 | 2013 | 2014 |
| -------------- | ---- | ---- | ---- | ---- | ---- | ---- | ---- | ---- | ---- | ---- | ---- | ---- | ---- | ---- | ---- | ---- | ---- | ---- |
| Počet obyvatel | 94   | 203  | 417  | 545  | 488  | 423  | 408  | 403  | 392  | 382  | 361  | 369  | 493  | 457  | 472  | 485  | 489  | 482  |